# Sobretensión transitoria

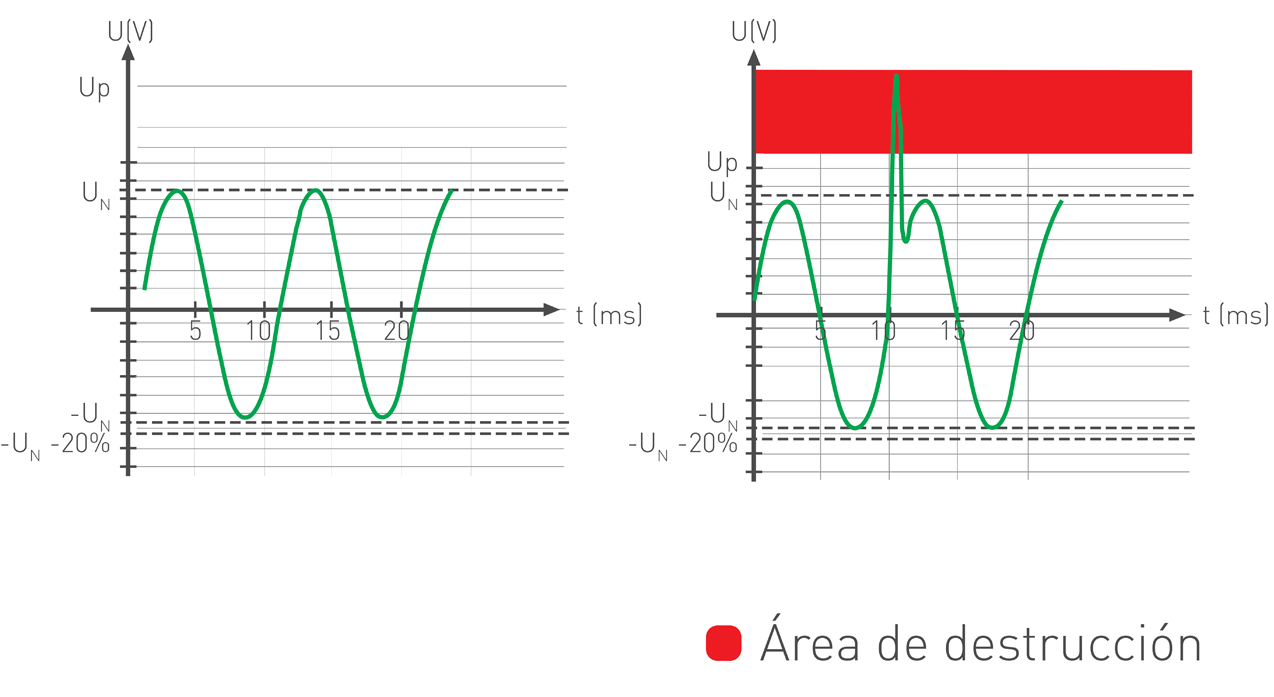
Gráfica de una sobretensión transitoria. Cuando el pico de tensión alcanza un valor superior al soportado por el equipo causa su destrucción (zona marcada en rojo).

Se denomina sobretensiones transitorias a los aumentos de tensión muy elevados, del orden de kV, y de muy corta duración, unos pocos microsegundos, originados principalmente por el impacto de un rayo, pero también pueden ocasionarse por conmutaciones defectuosas de la red. Bien mediante un contacto directo o bien por un contacto indirecto, el rayo provoca un pico de tensión de kV que se propaga por la red, provocando el deterioro de los receptores.

### Funcionamiento del protector

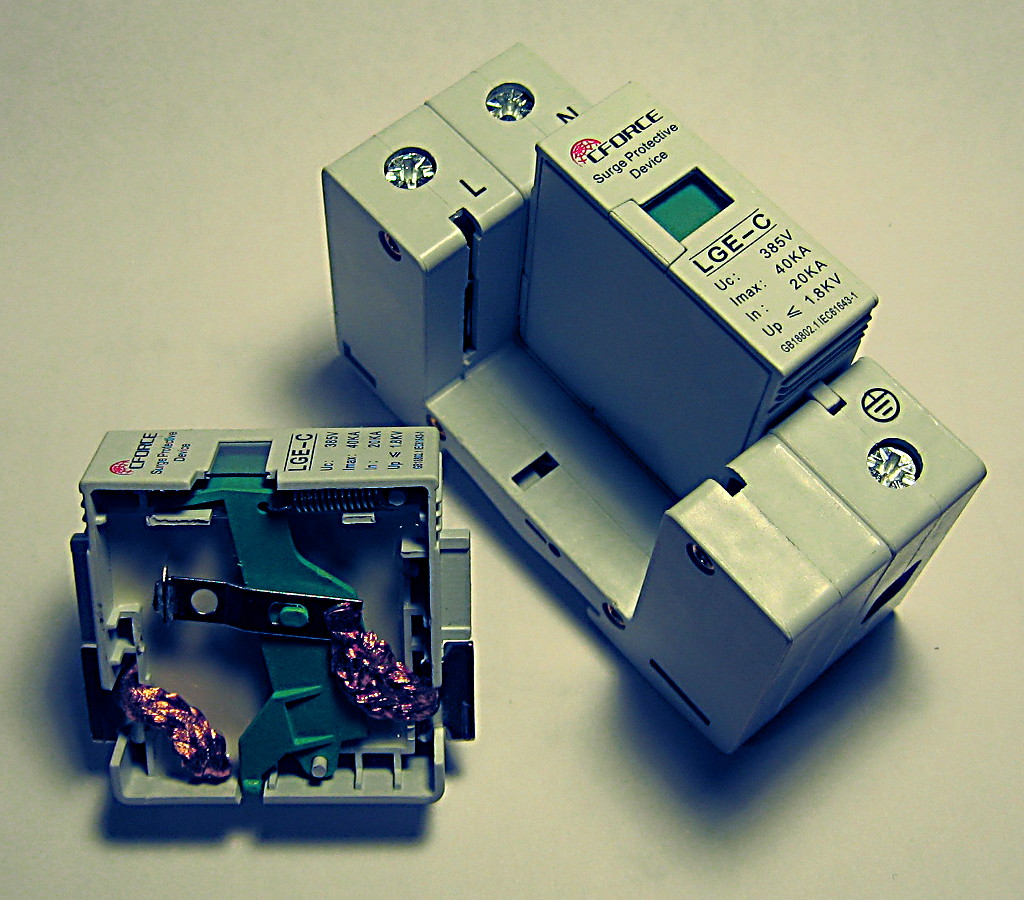
Protector de sobretensiones transitorias.

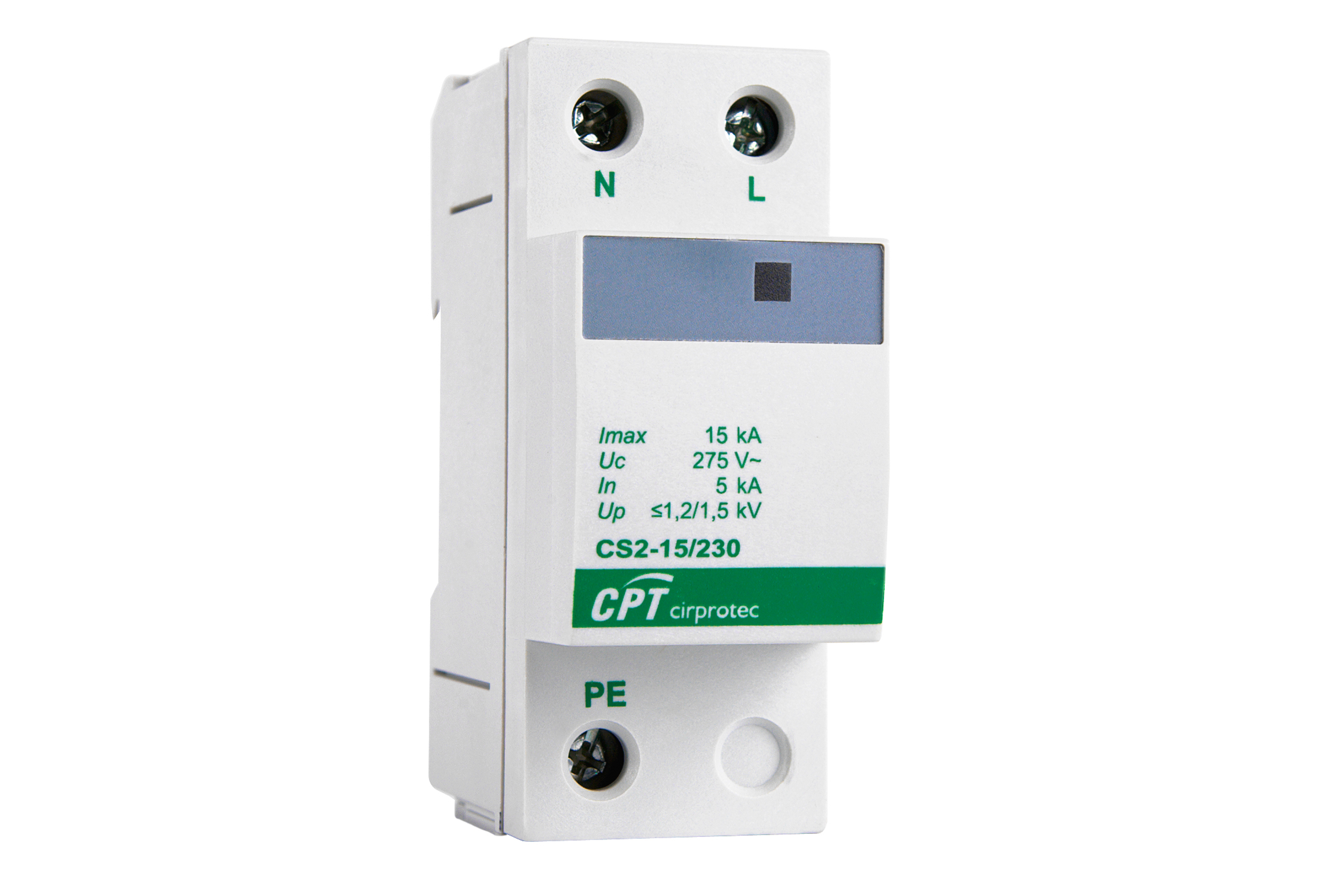
Protector contra sobretensiones transitorias.

El protector contra sobretensiones transitorias actúa como un conmutador controlado por tensión. Cuando el valor de la tensión de red es inferior al valor de la tensión nominal, el protector actúa como un elemento con impedancia infinita, y cuando el valor de la tensión es superior a la nominal durante un periodo de μs, el protector actúa como un elemento de impedancia cero, derivando la sobretensión a tierra. Los protectores de sobretensión transitorias no son capaces de proteger frente a sobretensiones permanentes.

### Coordinación de los protectores
En algunas instalaciones un solo protector contra sobretensiones puede ser suficiente. Sin embargo, en muchas otras, se necesitará más de un paso de protección, de esta forma se consigue un mayor poder de descarga asegurando una tensión residual pequeña.
Para conseguir la correcta actuación coordinada de los protectores de los receptores se debe respetar una distancia mínima entre protectores de 10 metros. De este modo, el comportamiento inductivo que presenta el cable eléctrico frente a las sobretensiones provoca un retraso de la intensidad, y se consigue que P1 se active primero y derive la mayor parte de la energía. Los protectores secundarios P2 realizarán posteriormente la función de reducir el residual dejado por el primer protector.
En los cuadros donde se centralicen los dos escalones de protección y no existan los 10 metros de separación deberemos colocar bobinas de desacople para simular la distancia de cable.

## Selección del protector
De acuerdo con las normas IEC, dependiendo de la exposición de la instalación a las sobretensiones, serán necesarios protectores de diferentes capacidades de descarga.
Otro punto a considerar a la hora de hacer la selección del protector son los equipamientos que se quieren proteger, ya que el nivel de protección dado por el protector deberá ser inferior al valor que el equipo puede soportar. De acuerdo con la capacidad de descarga o nivel de protección (Up), los protectores están divididos en tres tipos.
Existen en el mercado protectores que basan su tecnología en varistores, descargadores de gas y vái chispas, siendo necesaria su combinación en función de la capacidad de descarga requerida.
La protección ideal es proteger por escalones, usando los diferentes tipos de protector y seleccionando los dispositivos más adecuados para la instalación.

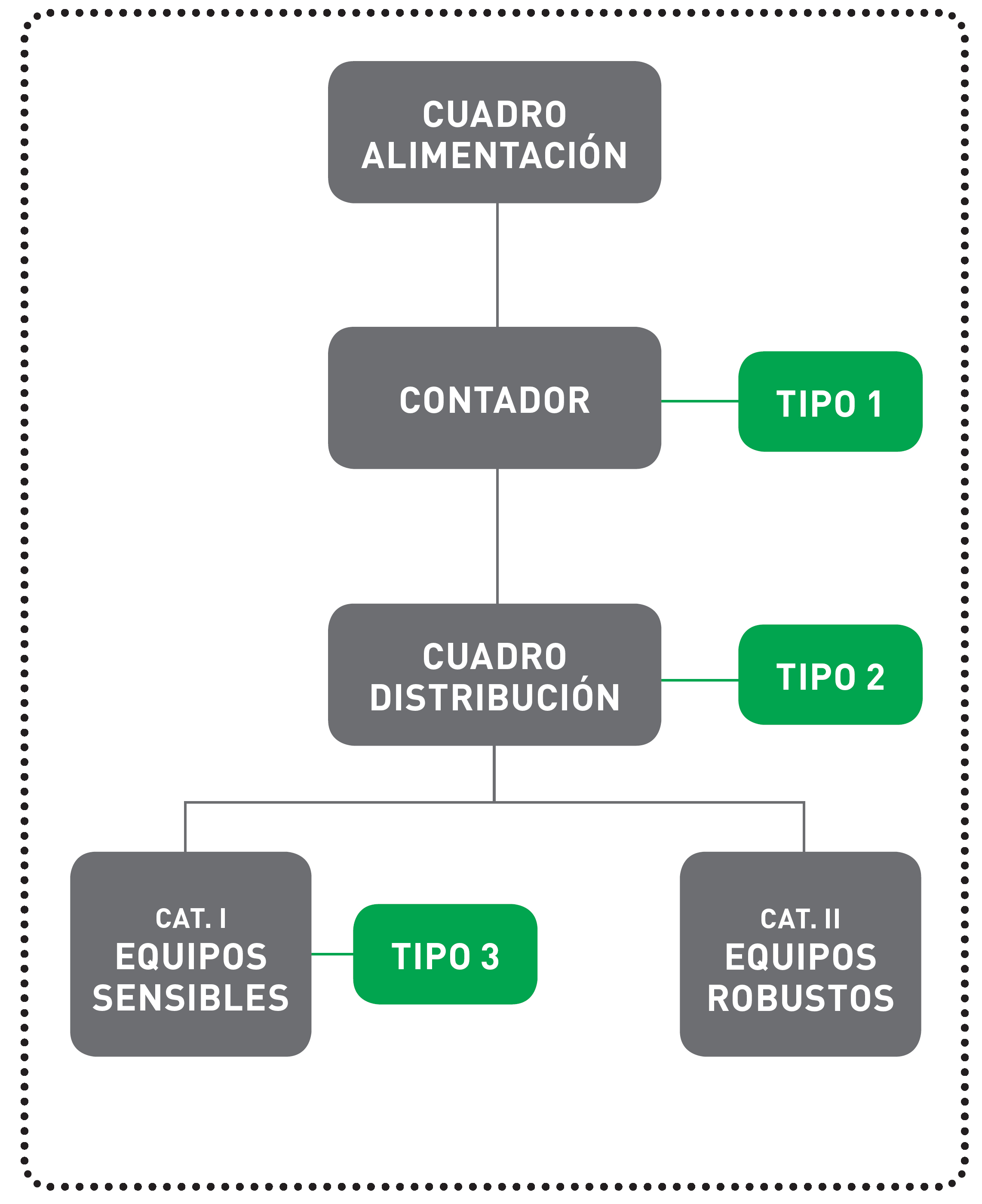
Ejemplo de una instalación con las 3 clases de protectores contra sobretensiones.

### Protectores Tipo 1
- Protectores con capacidad para derivar a tierra corrientes altas en curva 10/350 μs.
- Nivel de protección (Up) alto.
- Estos protectores deberán ser montados a la entrada ya que su nivel de protección es únicamente compatible con la conexión de entrada instalada o con la de los equipos de dicha instalación.
- Los protectores Tipo 1 son necesarios cuando es de esperar una descarga directa de rayo, por ejemplo:
- Protección de viviendas rurales con sistema de protección externa.
- Protección de industrias con sistemas de protección externa.
- Hospitales, edificios públicos o de patrimonio cultural, etc. con distancia inferior a 50 m. de una instalación con protección externa.

### Protectores Tipo 2
- Protectores con capacidad para derivar a tierra corrientes altas en curva 8/20 μs.
- Nivel de protección (Up) medio.
- Son los más ampliamente utilizados porque ofrecen un nivel de protección compatible con la mayoría de equipos que se conectan a la red de alimentación.
- Su uso es adecuado como protección media cuando se tengan instalados protectores de Tipo 1 como primer escalón en viviendas, comercios,...
- Los protectores Tipo 2 deben instalarse siempre aguas abajo de los protectores Tipo 1 en todas las instalaciones con protección externa, en el cuadro de baja tensión. Su instalación en cabecera será suficiente cuando no exista protección externa.

### Protectores Tipo 3
- Protectores con capacidad para derivar a tierra corrientes medias en curva 8/20 μs.
- Nivel de protección (Up) bajo.
- Deben instalarse para la protección de equipos sensibles tanto en el caso de viviendas como de industria, o en equipos que estén a una distancia superior a 20 m de donde esté instalado el protector de Tipo 2.
- Deberá ser precedido en la instalación por un protector Tipo 2.

## Modos de propagación de la sobretensión
Existen dos tipos de propagación de las sobretensiones transitorias.
El primero es la propagación en modo común (o asimétrica). Esta sucede cuando la perturbación se da entre los conductores activos y la tierra (fase-tierra y/o neutro-tierra), con riesgo de perforación dieléctrica.
El segundo tipo de propagación es el modo diferencial (o simétrica). Ésta perturbación se da entre los conductores activos (fase-fase y/o fase-neutro). Este modo afecta sobre todo a equipos informáticos y electrónicos.

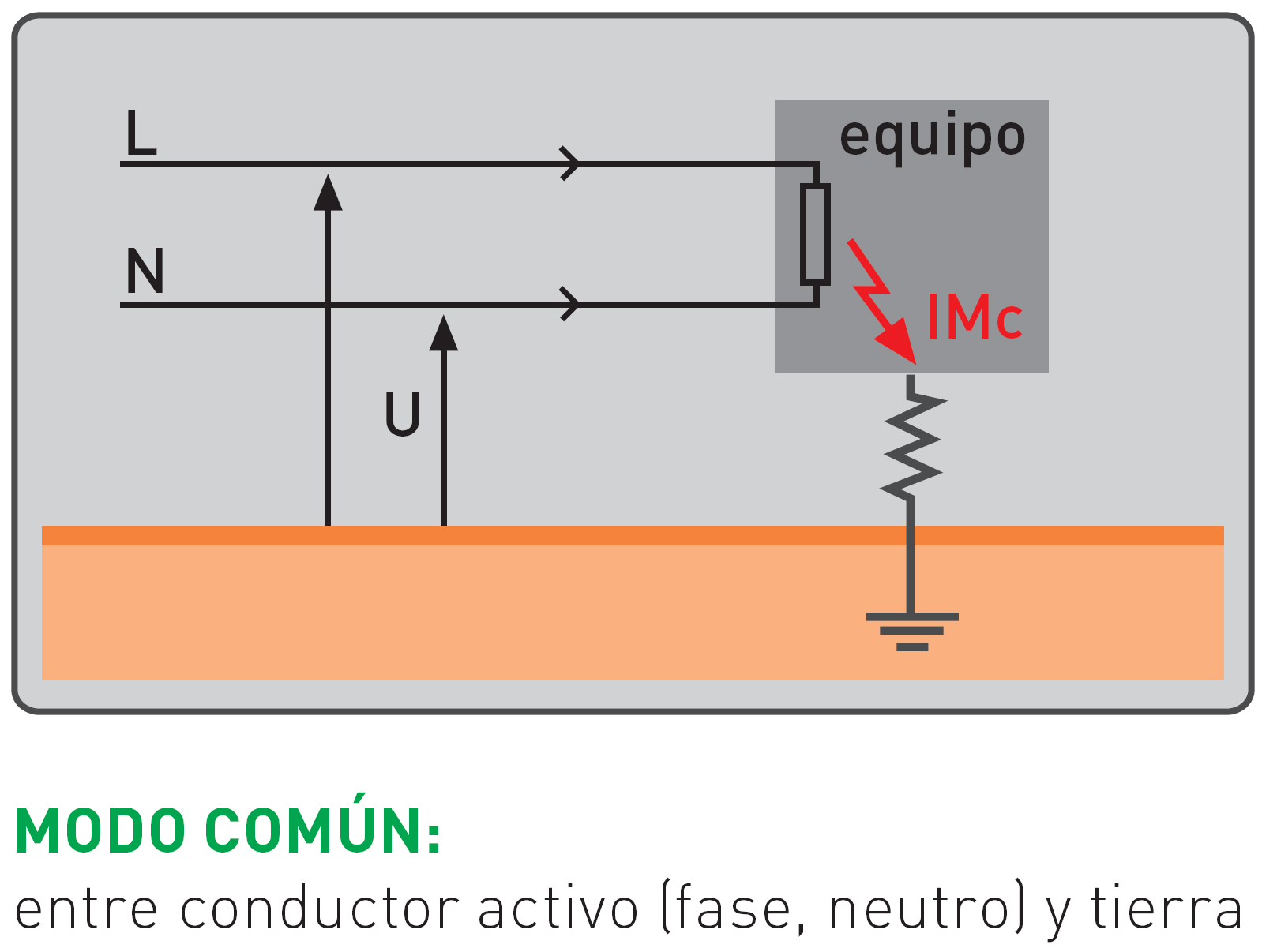
Modo común: entre conductor activo (fase, neutro) y tierra.

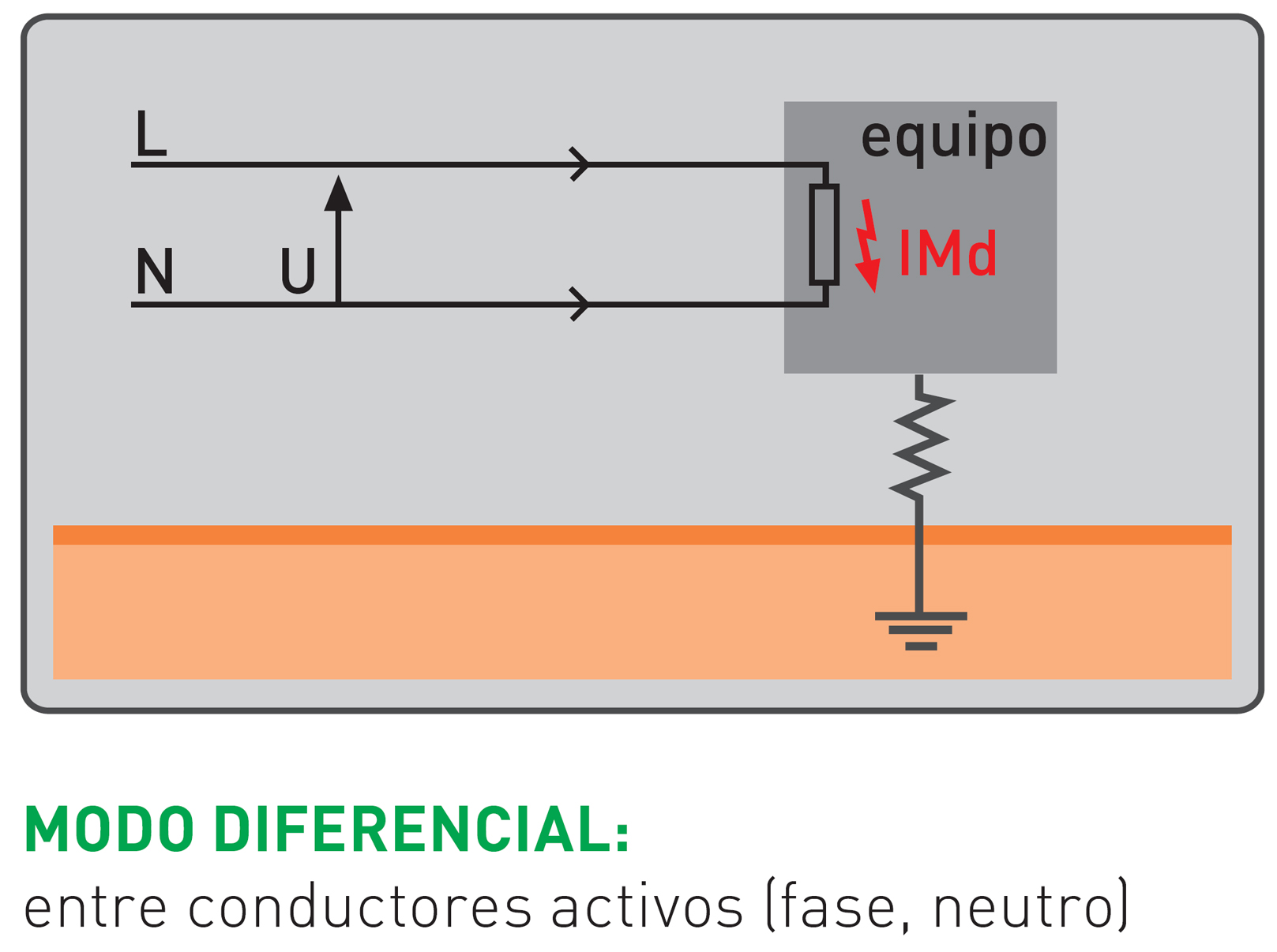
Modo diferencial: entre conductores activos (fase, neutro).

## Fusibles previos de Protección

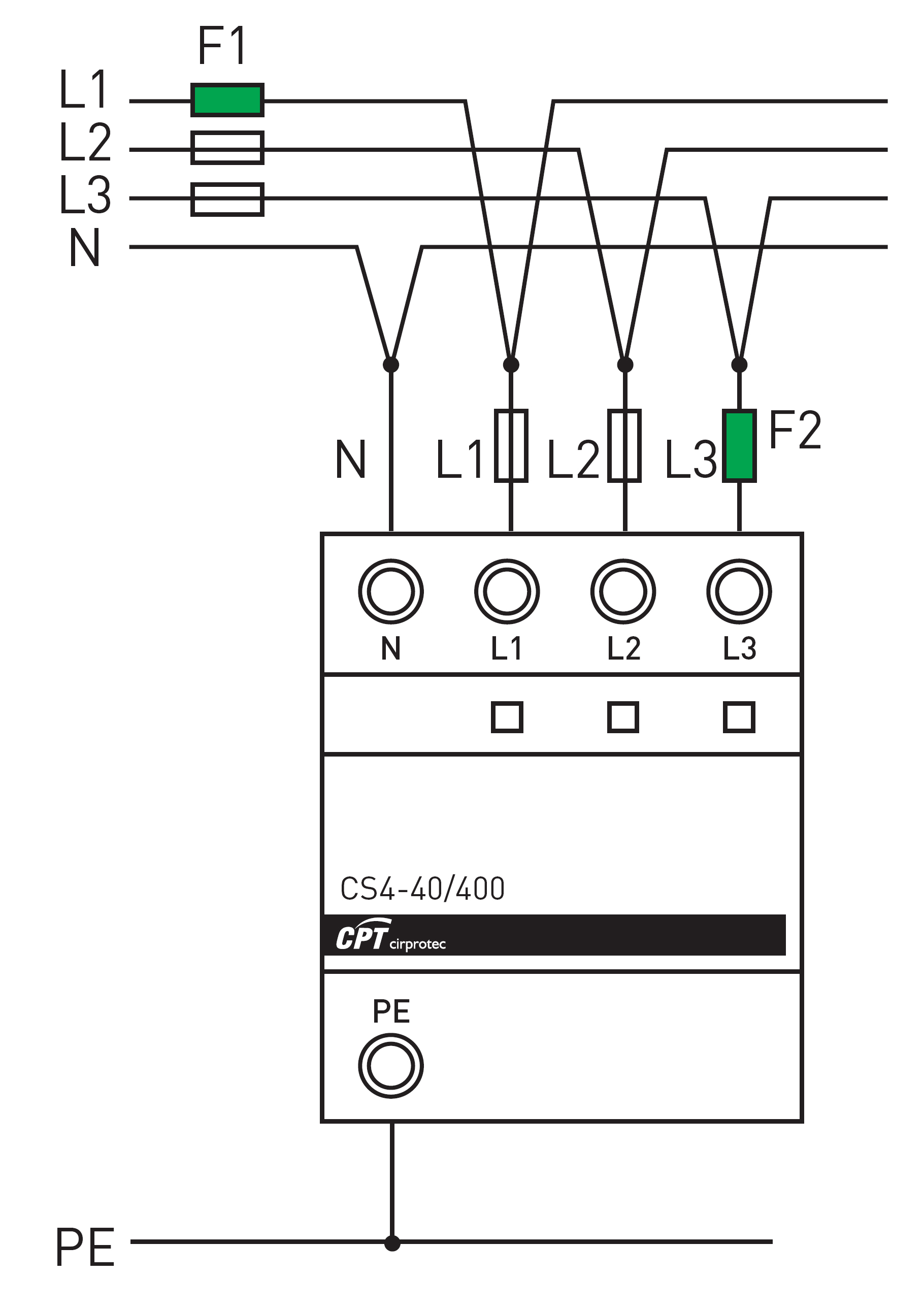
Esquema de conexión para el modelo CS4-40/400.

Los protectores de sobretensiones transitorias se conectan "aguas abajo" del interruptor general o fusible (F1), en paralelo con el resto de la instalación. Según las características del interruptor general y de la propia instalación, la instalación de un elemento de desconexión adicional F2 (interruptor magnetotérmico o fusible) será obligatoria.
La instalación del desconectador adicional F2 será obligatoria, cuando F1 tengan una corriente nominal superior a un valor determinado. Tanto el valor límite de F1, como el valor del fusible F2 si éste es necesario, son diferentes para cada producto y están fijados en su hoja técnica.
| Imáx   | Máximo valor para F1 y valor para F2 si necesario |
| ------ | ------------------------------------------------- |
| 15 kA  | 63 A gL                                           |
| 40 kA  | 80 A gL                                           |
| 100 kA | 125 A gL                                          |

## ¿Por qué proteger?
Las sobretensiones transitorias son picos de tensión que alcanzan valores de decenas de kilovoltios en una duración, causan la destrucción de los equipos conectados a la red provocando:
- Daños graves o destrucción de los equipos.
- Interrupción del servicio.

## Normativa de Sobretensiones Transitorias
Según el artículo 16.3 del REBT 2002, "los sistemas de protección para las instalaciones interiores o receptoras para baja tensión impedirán los efectos de las sobreintensidades y sobretensiones que por distintas causas cabe prever en las mismas y resguardarán a sus materiales y equipos de las acciones y efectos de los agentes externos.
Además la instrucción técnica complementaria (ITC-23) del REBT, de obligado cumplimiento, indica que se precisa la protección contra sobretensiones transitorias, cuando:
- La línea es total o parcialmente aérea.
- Es conveniente una mayor seguridad:
- Continuidad de servicio.
- Valor económico de los equipos.
- Pérdidas irreparables.

Esta Instrucción Técnica se desarrolla más ampliamente en su Guía ITC-23, dónde se detallan las situaciones en las que el uso de protección contra sobretensiones es un requisito obligatorio y en los cuales es recomendable.